# ヘンリー・エイルマー (第2代エイルマー男爵)
第2代エイルマー男爵ヘンリー・エイルマー（英語: Henry Aylmer, 2nd Baron Aylmer、1694年頃 – 1754年6月26日）は、イギリスの貴族。

## 生涯
初代エイルマー男爵マシュー・エイルマーとサラ・エリス（Sarah Ellis、1710年10月没、エドワード・エリスの娘）の息子として生まれた。
1720年8月18日に父が死去すると、エイルマー男爵の爵位を継承した。1722年イギリス総選挙で姉エリザベスの夫サー・ジョン・ノリスの助力を得て、ライ選挙区で当選したが、次の総選挙である1727年イギリス総選挙では出馬しなかった。
1727年7月から1754年に死去するまで、造幣局監査官（Comptroller of the Mint）を務めた。
1754年6月26日に死去、7月4日にグリニッジで埋葬された。長男マシューに先立たれたため次男ヘンリーが爵位を継承した。

## 家族
1716年6月27日、エリザベス・プリーストマン（Elizabeth Priestman、1690年頃 – 1750年1月12日、ウィリアム・プリーストマンの娘）と結婚、4男を儲けた。
- マシュー（1717年 – 1748年9月2日） - 子供なし
- ヘンリー（1718年 – 1766年） - 第3代エイルマー男爵
- フィリップ（1721年 – ?） - 早世
- ジョン（1723年5月25日（洗礼日） – 1793年2月16日） - 1755年6月4日、エリザベス・ヴァスマー（Elizabeth Vassmer、1779年9月5日没、ジョン・ヘンリー・ヴァスマーの娘）と結婚、子供あり。第7代以降のアイルマー男爵の先祖